# Тяжіння (фільм, 2009)
«Тяжіння» (рос. «Притяжение») — український художній фільм, фільм-мелодрама 2009 року режисера Антона Азарова.

## Сюжет
Молода стюардеса Маша (Ольга Красько) вирушає в рейс, попрощавшись з чоловіком в аеропорту, і спокійно приступає до своєї роботи. Тим часом чоловік розбивається на машині по дорозі додому. Брат чоловіка і його дружина, займаючись питаннями поховання, повідомляють про трагедію Марію, але потрапити на похорон чоловіка у неї не виходить. По приїзді додому навколо Марії починають відбуватися незвичні речі: брат веде себе дуже дивно, вона бачить один і той самий нав'язливий сон, щоранку її будить телефонний дзвінок без відповіді. Інтуїція приводить її до місця зі сну, військового шпиталю, в якому після пересадки серця відновлюється Олександр — пенсіонер-художник. Як пояснити те, що в руках у художника портрет Маші, хоча вони бачаться вперше?

## В ролях
| Актор              | Роль                     |
| ------------------ | ------------------------ |
| Валентин Гафт      | Олександр Миколайович    |
| Ольга Красько      | Маша Нестерова           |
| Костянтин Воробйов | Ігор Сергійович Нестеров |
| Сергій Романюк     | Іван Богданович          |
| Олеся Жураховська  | Наташа                   |
| Радміла Щеголева   | Оля                      |
| Олександр Кобзар   | Олег Сергійович Нестеров |

## Знімальна група
- Автор сценарію: Вадим Вяткін
- Режисер: Антон Азаров
- Оператор: Михайло Марков
- Художник: Владимир Ярославский
- Композитор: Бенн Джордан
- Монтаж: Павло Серб